# Campionati europei di nuoto 1926
I primi Campionati europei di nuoto della storia, organizzati dalla LEN, si svolsero nella città di Budapest (Ungheria) nell'impianto Császár-Komjádi, ricostruito nel 1840 dal 18 al 22 agosto 1926. Tra i 15 paesi partecipanti ai campionati la Germania, che ritornava in una grande competizione di nuoto dopo essere stata assente ai Giochi Olimpici del 1920 e del 1924, si è dimostrata la più forte vincendo la maggior parte delle gare e la Coppa Europa per nazioni.
Il programma prevedeva il nuoto in piscina, i tuffi e la pallanuoto. Si disputarono solamente competizioni maschili. Miglior nuotatore dei giochi è stato lo svedese Arne Borg che ha vinto tre medaglie e migliorato il primato mondiale dei 1500 m stile libero in batteria togliendolo ad Andrew Charlton, realizzando il tempo di 20'04"4/5.

## Medagliere
| Posizione | Paese          |   |   |   | Totale |
| --------- | -------------- | - | - | - | ------ |
| 1         | Germania       | 5 | 3 | 4 | 12     |
| 2         | Svezia         | 2 | 3 | 3 | 8      |
| 3         | Ungheria       | 2 | 2 | 0 | 4      |
| 4         | Belgio         | 0 | 1 | 0 | 1      |
| 5         | Cecoslovacchia | 0 | 0 | 1 | 1      |
| 5         | Gran Bretagna  | 0 | 0 | 1 | 1      |
| Totale    | Totale         | 9 | 9 | 9 | 27     |

## Nuoto
| Evento               | Oro                                                                         | Perform. | Argento                                                          | Perform. | Bronzo                                               | Perform. |
| Stile libero         |                                                                             |          |                                                                  |          |                                                      |          |
| 100 m                | István Bárány                                                               | 1'01"0   | Arne Borg                                                        | 1'01"2   | Georg Werner                                         | 1'03"6   |
| 400 m                | Arne Borg                                                                   | 5'14"2   | Herbert Heinrich                                                 | 5'21"6   | Friedel Berges                                       | 5'25"6   |
| 1500 m               | Arne Borg                                                                   | 21'29"2  | Friedel Berges                                                   | 22'08"4  | Joachim Rademacher                                   | 22'19"0  |
| Dorso                |                                                                             |          |                                                                  |          |                                                      |          |
| 100 m                | Gustav Fröhlich                                                             | 1'16"0   | Károly Bartha                                                    | 1'16"4   | Eskil Lundahl                                        | 1'17"4   |
| Rana                 |                                                                             |          |                                                                  |          |                                                      |          |
| 200 m                | Erich Rademacher                                                            | 2'52"6   | Louis Van Parijs                                                 | 2'54"8   | Wilhelm Prasse                                       | 3'00"2   |
| Staffette            |                                                                             |          |                                                                  |          |                                                      |          |
| 4x200 m stile libero | Germania August Heitmann Joachim Rademacher Friedel Berges Herbert Heinrich | 9'57"2   | Ungheria Zoltán Bitskey András Wanié Géza Szigritz István Bárány | 10'03"4  | Svezia Åke Borg Arne Borg Eskil Lundahl Georg Werner | 10'06"8  |

## Tuffi
| Evento           | Oro         | Perform. | Argento       | Perform. | Bronzo        | Perform. |
| Trampolino 3 m   | Arthur Mund | 186.42   | Josef Lechnir | 173.52   | Július Balasz | 164.72   |
| Piattaforma 10 m | Hans Luber  | 112.84   | Helge Öberg   | 107.60   | Albert Knight | 101.60   |

## Pallanuoto
| Evento          | Oro      | Argento | Bronzo   |
| Torneo maschile | Ungheria | Svezia  | Germania |

## Trofeo dei campionati
- Coppa Europa (maschile)

i dati sono incompleti
| Posizione | Paese    | Punti |
| 1         | Germania | 132   |
| 2         | Svezia   | 83    |
| 3         | Ungheria | 77    |